# Meleagros z Gadar
Meleagros z Gadar (první století př. n. l.) byl řecký básník židovského původu. Žil na ostrovech Týros a Kós, jeho otec se jmenoval Eukratés, jinak je o jeho životě známo velmi málo. Uspořádal první antologii epigramů, známou jako Anthologia graeca (později bylo několik jiných děl vydáváno pod stejným názvem). Jeho vlastní epigramy, kterých se v antologii dochovalo více než 130 (v té době se pod pojmem epigram rozuměla jakákoliv velmi krátká báseň na libovolné téma, napsaná v elegickém dvojverší, jejich tematika byla satirická jen zřídka) opěvují velmi lehkým jazykem a s velkou metrickou dokonalostí krásné ženy, Meleagros je proto někdy označován za řeckého Ovidia. Napsal také satirické a filosofické skladby a prózou psané eseje o filosofii, ty se ale nedochovaly.